# 聖アントニウスの誘惑 (ボス、ネルソン・アトキンス美術館)
『聖アントニウスの誘惑』（せいアントニウスのゆうわく, 蘭: De verzoeking van de heilige Antonius, 英: The Temptation of Saint Anthony）は、初期フランドル派の巨匠ヒエロニムス・ボスが1500年から1510年ごろに制作した絵画である。油彩。聖アントニウスの誘惑を主題としている。アメリカ合衆国にある5点のボスの作品の1つで、以前はボスの追随者による作品と考えられていたが、ボス研究保存プロジェクト（BRCP）によってボスに帰属する研究が出されている。現在はミズーリ州カンザスシティのネルソン・アトキンス美術館に所蔵されている。

## 作品

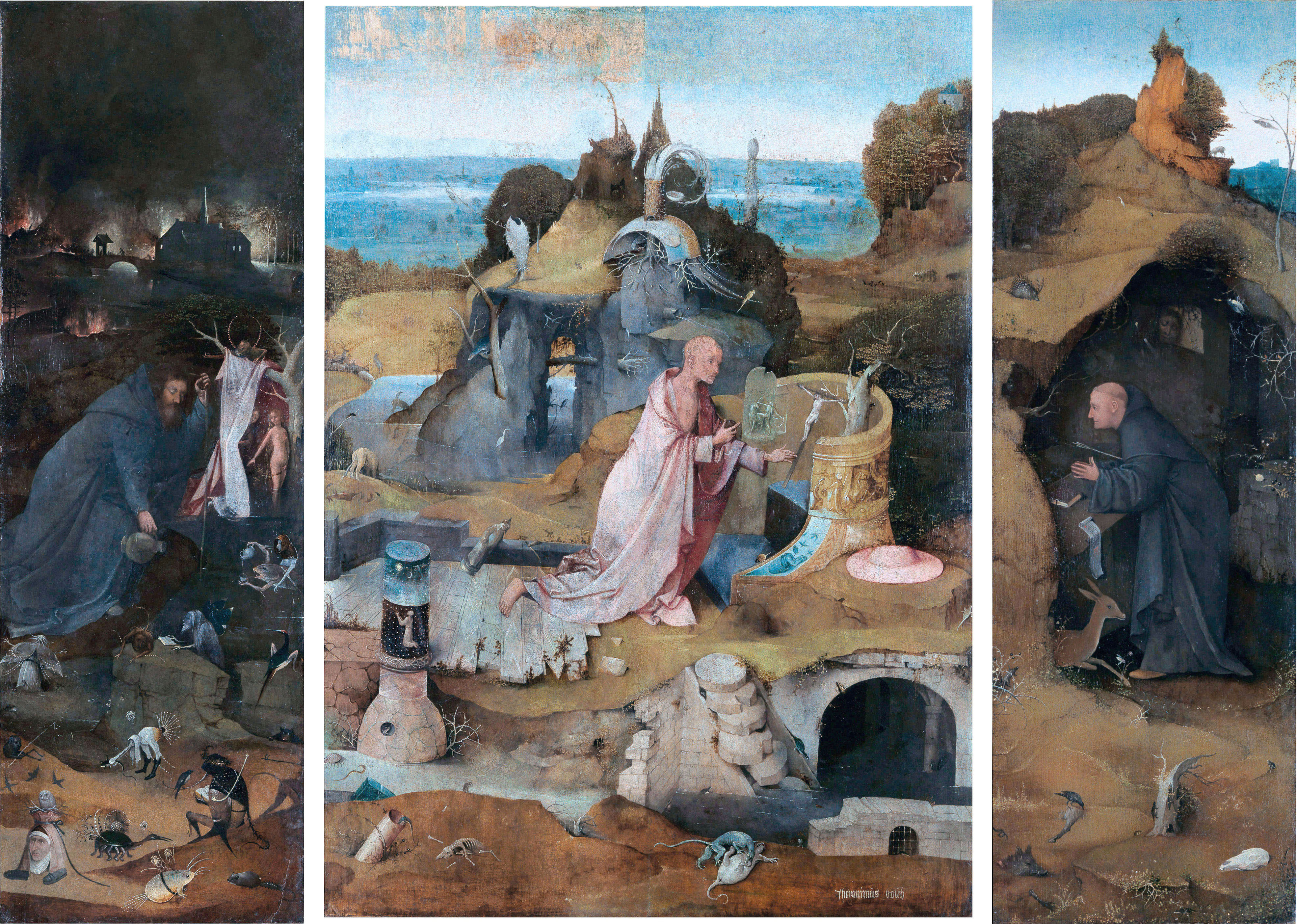
ボスの『隠遁聖者の三連祭壇画』左翼では、本作品と同様に水をくむ聖アントニウスの姿が描かれている。ヴェネツィアのアカデミア美術館所蔵。

年老いてひげを生やした聖アントニウスは小川の岸にひざまずき、右手に持った水差しで水を汲んでいる。その周囲には小さな悪魔たちが聖アントニウスに禁欲生活をやめさせるべく誘惑している。スプーンをくわえた悪魔は食べ物を乗せた水上テーブルに座り、ロープで食べ物を引っ張りながら、聖人の目の前を横切るように流れていく。また小川の対岸ではキツネのような頭をした悪魔が酒の入ったコップを頭上に乗せている。その一方で聖アントニウスは悪魔たちが見せる誘惑に身をゆだねたい衝動と戦っている。魚やカエル、カメの姿をした悪魔たちは水中から姿を現し、漏斗を被った悪魔は小さな盾と剣で装備している。
構図は聖アントニウスが画面上を占めており、ボスの全作品の中でも例外的である。ボス研究保存プロジェクトの詳細な研究により、ボスの現存している約25点の真筆画であることが判明している。ボス研究保存プロジェクトの赤外線リフレクトグラフィーを用いた科学的調査によると、本作品の下絵は流動的な筆運びで素早く描かれており、他のボスの真筆画とよく似ていることが確認された。これは本作品がボスの工房で働いていた助手によって制作された作品ではなく、ボス自身によって制作されたものであることを意味している。ボスはまた制作過程で初期の図案を頻繁に変更したが、小さな本作品においても同様のプロセスが確認された。聖人が右手に持っている水差しは下絵とは形が異なっており、黒いマントのひだや後方に配置された足に変更した痕跡が残されている。彼らの研究によって、もともとはより大きな板絵の一部であったことも判明している。またヴェネツィアのアカデミア美術館所蔵の『隠遁聖者の三連祭壇画』（Het Kluizenaar Heiligen Drieluik）と密接に関連していることも指摘されている。
しかし保存状態は悪く、顔料は特に緑色と青色でかなりの変色が見られ、後代に行われた粗雑な上塗りと修復のためにボス自身の筆触が見えにくくなっている。

## 来歴
絵画の初期の来歴は知られていない。絵画は1920年までにニューヨークのエーリッヒ・ギャラリー（Ehrich Galleries）にあり、1927年にアーノルド・セリグマン、レイ＆カンパニー（Arnold Seligmann, Rey and Co.）、1933年に画廊ダーラカー・ブラザーズ（Durlacher Brothers）の手に渡った。その後、1935年にネルソン・アトキンス美術館はダーラカー・ブラザーズから本作品を購入した。

## 帰属
絵画はネルソン・アトキンス美術館に収蔵された当時はボスの作品と考えられていた。しかし研究者たちの疑いの目にさらされ、ボスの追随者に帰属された。その結果、絵画は顧みられなくなり、美術館の倉庫で保管されることになった。本作品に転機が訪れたのは2014年のことで、アマチュアの美術史家がネルソン・アトキンス美術館とボス研究保存プロジェクトの関係者に聖アントニウスが手にした水差しを取りまく直線的な水平線について電子メールを送った。その後、ボス研究保存プロジェクトによって絵画の調査が行われ、ボスの真筆画であることが確認された。本作品の研究と再帰属はオランダの2015年のドキュメンタリー映画『ヒエロニムス・ボス、悪魔に触れて』でも取り上げられ、2016年2月には本作品はボスの故郷スヘルトーヘンボスの北ブラバント美術館で開催された、ボス没後500年を記念する大規模な展覧会『ヒエロニムス・ボス – 天才のビジョン』（Jheronimus Bosch – Visions of Genius）で展示された。

## ギャラリー
ヒエロニムス・ボスの同主題の他の作例

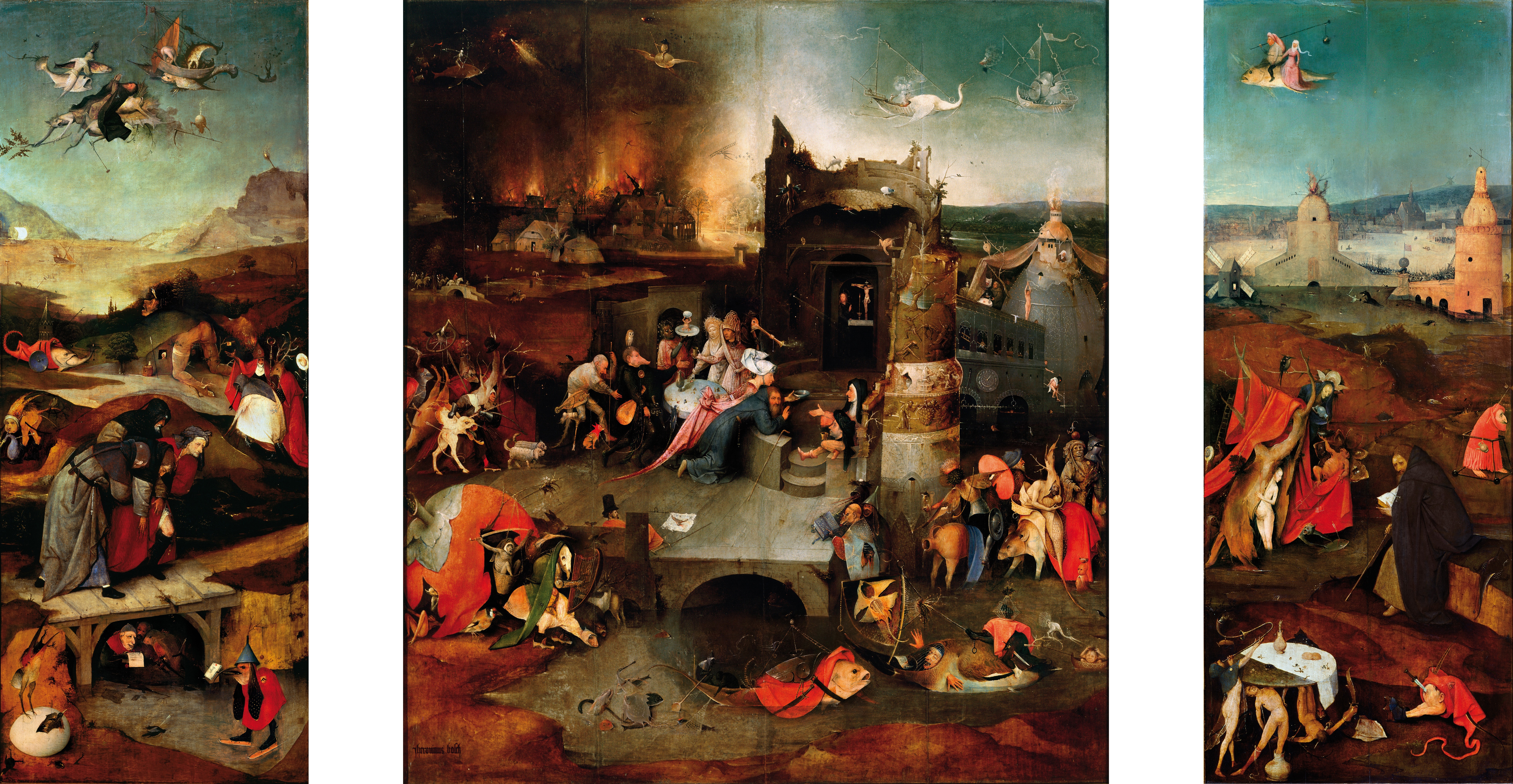
『聖アントニウスの誘惑の三連祭壇画』1501年ごろ 国立古美術館所蔵
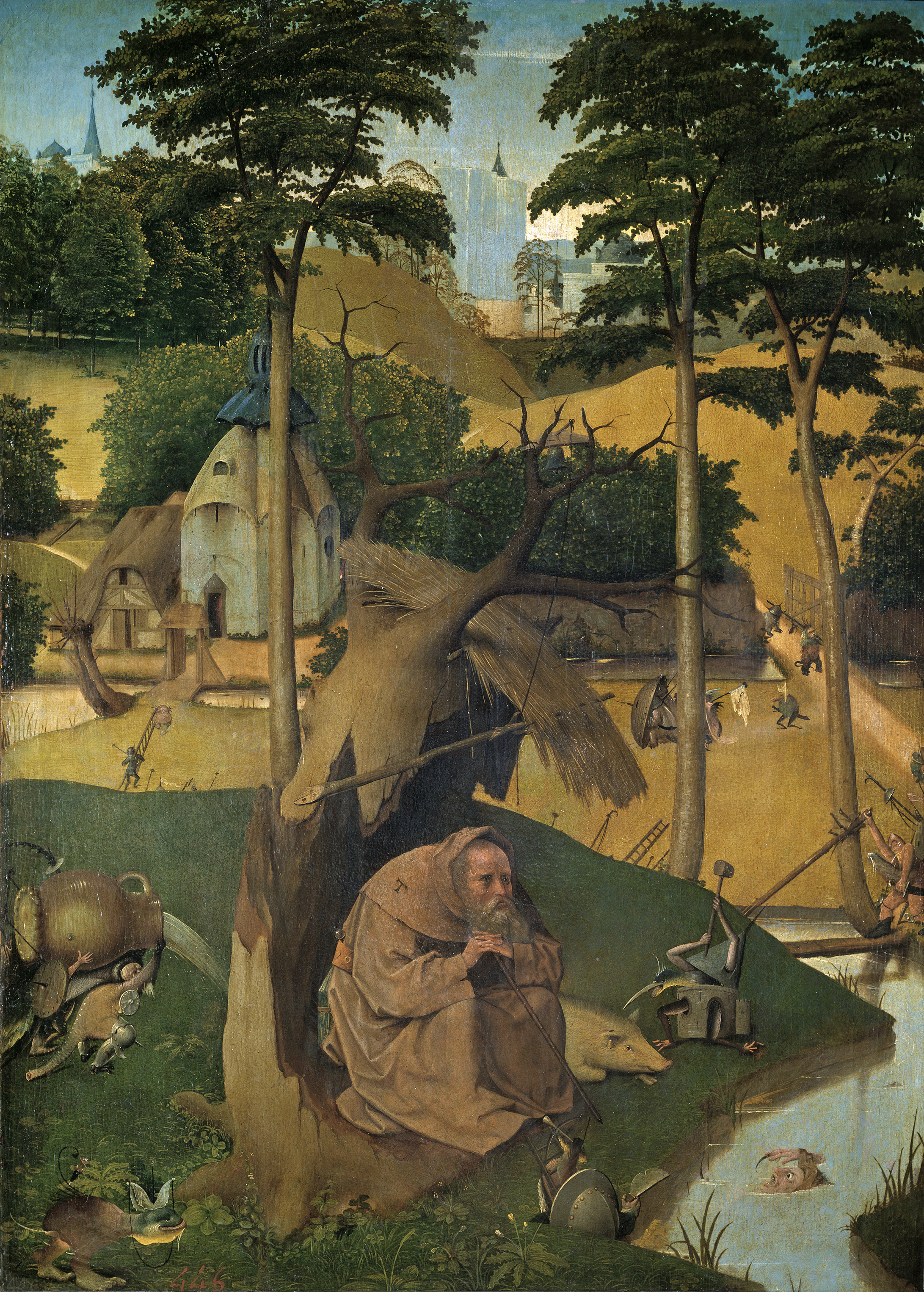
『聖アントニウスの誘惑』1510年-1515年ごろ プラド美術館所蔵